# طواف فين 2023
طواف فين 2023 (بالدنماركية: Fyen Rundt 2023)‏ هو سباق دراجات هوائية من فئة  سباق يوم واحد، وهو الموسم 112 من فيين روندت ‏، وأقيم في 14 مايو 2023 ضمن سباقات طواف أوروبا للدراجات 2023، وشارك فيه  160 متسابقاً ووصل إلى نهايته  130 متسابقاً.
فاز بالمركز الأول Carl-Frederik Bévort ‏، وفاز بالمركز الثاني نيكلاس بيديرسين ‏، وفاز بالمركز الثالث Alexander Salby ‏.

## الفرق
| فرق قارية (18)- ARA Skip Capital ‏ - توبفوركس لابيير 2023 ‏ - بي إتش إس - بل بيتون بورنهولم 2023 ‏ - كولوكويك 2023 ‏ - دوكلا بانسكا بيستريتسا 2023 ‏ - Mazowsze Serce Polski ‏ - Kaunas Cycling Team ‏ - Leopard TOGT Pro Cycling ‏ - مالوجا بوشبيكرز 2023 ‏ - موتالا سيرنك أليبايك 2023 ‏ - ريستورانت سوري كارل راس 2023 ‏ - 2023 Scorpions Racing ‏ - Team Skyline ‏ - Unibet Tietema Rockets ‏ - تيم كووب ‏ - فريق تطوير أونو إكس دير 2023 ‏ - فولكر ويسيلز سيكلينج تيم 2023 ‏ - إكس-سبيد يونايتد 2023 ‏ فريق وطني- فريق الدنمارك لركوب الدراجات للرجال ‏ فرق نخبة (7)- CeramicSpeed Herning CK Elite ‏ - Aalborg-Sparekassen Danmark ‏ - JS.dk ‏ - CO:PLAY-Giant Store ‏ - Give Elementer ‏ - Team Give Steel-2M Cycling Elite ‏ - IBT-Tripeak ‏ فرق أندية الدراجات (2)- Cykling Odense ‏ - WPGA Amsterdam Racing Academy‏ |  |
| |  |

## المشاركون
| فريق الدنمارك لركوب الدراجات للرجال ‏ DEN | فريق الدنمارك لركوب الدراجات للرجال ‏ DEN | فريق الدنمارك لركوب الدراجات للرجال ‏ DEN |
| ---------------------------------------- | ---------------------------------------- | ---------------------------------------- |
| م                                        | عداء                                     | مرتبة                                    |
| 1                                        | مايكل فالغرين                            | 65                                       |
| 2                                        | Mathias Norsgaard ‏                       | 68                                       |
| 3                                        | Alexander Salby ‏                         | 3                                        |
| 4                                        | Johan Price-Pejtersen ‏                   | 87                                       |

| Leopard TOGT Pro Cycling ‏ LTP | Leopard TOGT Pro Cycling ‏ LTP | Leopard TOGT Pro Cycling ‏ LTP |
| ----------------------------- | ----------------------------- | ----------------------------- |
| م                             | عداء                          | مرتبة                         |
| 11                            | Tobias Hansen ‏                | 12                            |
| 12                            | Cédric Pries ‏                 | 24                            |
| 13                            | مادس أوسترغارد كريستنسن ‏      | 78                            |
| 14                            | Tom Paquet ‏                   | 115                           |
| 15                            | Robin Juel Skivild ‏           | 43                            |
| 16                            | Oliver Knudsen ‏               | 50                            |

| كولوكويك للدراجات ‏ TCQ | كولوكويك للدراجات ‏ TCQ   | كولوكويك للدراجات ‏ TCQ |
| ---------------------- | ------------------------ | ---------------------- |
| م                      | عداء                     | مرتبة                  |
| 21                     | Sebastian Nielsen ‏       | 51                     |
| 22                     | Simon Bak ‏               | 25                     |
| 23                     | نيكلاس بيديرسين ‏         | 2                      |
| 24                     | Magnus Lorents Nielsen ‏  | 88                     |
| 25                     | Frederik Bjørn Sørensen ‏ | 86                     |
| 26                     | Joshua Gudnitz ‏          | 4                      |

| ريستورانت سوري كارل راس ‏ GSH | ريستورانت سوري كارل راس ‏ GSH | ريستورانت سوري كارل راس ‏ GSH |
| ---------------------------- | ---------------------------- | ---------------------------- |
| م                            | عداء                         | مرتبة                        |
| 31                           | Jakob Egholm ‏                | 26                           |
| 32                           | Rasmus Bøgh Wallin ‏          | 42                           |
| 33                           | Daniel Stampe ‏               | 48                           |
| 34                           | ماثياس لارسن ‏                | 11                           |
| 35                           | Oscar Bluhm ‏                 | 103                          |
| 36                           | Martin Pedersen ‏             | 120                          |

| بي إتش إس - بل بيتون بورنهولم ‏ BPC | بي إتش إس - بل بيتون بورنهولم ‏ BPC | بي إتش إس - بل بيتون بورنهولم ‏ BPC |
| ---------------------------------- | ---------------------------------- | ---------------------------------- |
| م                                  | عداء                               | مرتبة                              |
| 41                                 | Adam Holm Jørgensen ‏               | لم يكمل السباق                     |
| 42                                 | Mads-Emil Dupont Hougaard ‏         | 59                                 |
| 43                                 | Oskar Winkler ‏                     | لم يكمل السباق                     |
| 44                                 | Frederik Irgens Jensen ‏            | 9                                  |
| 45                                 | Boas Lysgaard ‏                     | 35                                 |
| 46                                 | Nicklas Lilleskov Falk Rasmussen ‏  | 55                                 |

| فريق تطوير أونو إكس دير ‏ UDT | فريق تطوير أونو إكس دير ‏ UDT | فريق تطوير أونو إكس دير ‏ UDT |
| ---------------------------- | ---------------------------- | ---------------------------- |
| م                            | عداء                         | مرتبة                        |
| 51                           | Simon Dalby (cyclist) ‏       | 67                           |
| 52                           | Carl-Frederik Bévort ‏        | 1                            |
| 53                           | Alfred Grenaae ‏              | 33                           |
| 54                           | Sebastian Kirkedam Larsen ‏   | لم يبدأ                      |
| 55                           | Daniel Årnes ‏                | 44                           |
| 56                           | لاسي نورمان هانسن            | 20                           |

| Mazowsze Serce Polski ‏ MSP | Mazowsze Serce Polski ‏ MSP | Mazowsze Serce Polski ‏ MSP |
| -------------------------- | -------------------------- | -------------------------- |
| م                          | عداء                       | مرتبة                      |
| 61                         | Jeppe Aaskov Pallesen ‏     | 69                         |
| 62                         | Adrian Banaszek ‏           | 13                         |
| 63                         | Norbert Banaszek ‏ (طريق)   | 71                         |
| 64                         | ياكوب كازماريك             | 15                         |
| 65                         | Tobiasz Pawlak ‏            | 79                         |
| 66                         | Adam Stachowiak (cyclist) ‏ | 80                         |

| Scorpions Racing Team ‏ SRT | Scorpions Racing Team ‏ SRT | Scorpions Racing Team ‏ SRT |
| -------------------------- | -------------------------- | -------------------------- |
| م                          | عداء                       | مرتبة                      |
| 71                         | Marvin Peters‏              | 105                        |
| 72                         | Niek Voogt ‏                | 23                         |
| 73                         | Jasper Huitema‏             | 53                         |
| 74                         | Hugo Kars‏                  | 77                         |
| 76                         | Quint van der Leeuw‏        | 117                        |

| Unibet Tietema Rockets ‏ TDT | Unibet Tietema Rockets ‏ TDT | Unibet Tietema Rockets ‏ TDT |
| --------------------------- | --------------------------- | --------------------------- |
| م                           | عداء                        | مرتبة                       |
| 81                          | Abram Stockman ‏             | 84                          |
| 82                          | Davide Bomboi ‏              | 82                          |
| 83                          | Joren Bloem ‏                | 14                          |
| 84                          | Hartthijs de Vries ‏         | 83                          |
| 85                          | Yentl Vandevelde ‏           | 41                          |
| 86                          | Martijn Budding ‏            | 6                           |

| مالوجا بوشبيكرز ‏ PBS | مالوجا بوشبيكرز ‏ PBS | مالوجا بوشبيكرز ‏ PBS |
| -------------------- | -------------------- | -------------------- |
| م                    | عداء                 | مرتبة                |
| 91                   | ماتياس مالمبيرغ ‏     | 8                    |
| 92                   | Felix James Meo‏      | لم يكمل السباق       |
| 93                   | Liam Bertazzo ‏       | لم يكمل السباق       |
| 94                   | Fabian Steininger ‏   | 127                  |
| 95                   | Philip Weber ‏        | لم يكمل السباق       |
| 96                   | فيليبو فورتين        | 5                    |

| إكس-سبيد يونايتد ‏ XSU | إكس-سبيد يونايتد ‏ XSU | إكس-سبيد يونايتد ‏ XSU |
| --------------------- | --------------------- | --------------------- |
| م                     | عداء                  | مرتبة                 |
| 101                   | Mark Groeneveld ‏      | 130                   |
| 102                   | Brett Stoppa‏          | 129                   |
| 103                   | Kristian Klevgård ‏    | 60                    |
| 104                   | Matthew King‏          | لم يكمل السباق        |
| 105                   | Daniel Koszela ‏       | 46                    |
| 106                   | James Somerfield‏      | لم يكمل السباق        |

| ARA Skip Capital ‏ ARA | ARA Skip Capital ‏ ARA      | ARA Skip Capital ‏ ARA |
| --------------------- | -------------------------- | --------------------- |
| م                     | عداء                       | مرتبة                 |
| 111                   | Tyler Tomkinson‏            | 107                   |
| 112                   | Declan Trezise ‏            | لم يكمل السباق        |
| 113                   | Oliver Bleddyn ‏            | 73                    |
| 114                   | Brady Gilmore ‏             | 89                    |
| 115                   | Hamish McKenzie (cyclist) ‏ | 21                    |
| 116                   | Blake Agnoletto ‏           | 34                    |

| دوكلا بانسكا بيستريتسا ‏ DKB | دوكلا بانسكا بيستريتسا ‏ DKB | دوكلا بانسكا بيستريتسا ‏ DKB |
| --------------------------- | --------------------------- | --------------------------- |
| م                           | عداء                        | مرتبة                       |
| 121                         | Lukáš Kubiš ‏                | 39                          |
| 122                         | Jakub Galovič‏               | 93                          |
| 123                         | Pavol Rovder‏                | 57                          |
| 124                         | Simon Nagy ‏                 | 99                          |
| 125                         | Dávid Kaško ‏                | 119                         |
| 126                         | Denis Hoza‏                  | 116                         |

| فولكر ويسيلز سيلينج تيم ‏ VWE | فولكر ويسيلز سيلينج تيم ‏ VWE | فولكر ويسيلز سيلينج تيم ‏ VWE |
| ---------------------------- | ---------------------------- | ---------------------------- |
| م                            | عداء                         | مرتبة                        |
| 131                          | Jord Baak‏                    | 28                           |
| 132                          | Tijmen Eising ‏               | 75                           |
| 133                          | Max Kroonen ‏                 | 85                           |
| 134                          | Nick van der Meer ‏           | 121                          |
| 135                          | Daan van Sintmaartensdijk ‏   | 18                           |
| 136                          | Coen Vermeltfoort ‏           | 122                          |

| توبفوركس لابيير ‏ ATT | توبفوركس لابيير ‏ ATT | توبفوركس لابيير ‏ ATT |
| -------------------- | -------------------- | -------------------- |
| م                    | عداء                 | مرتبة                |
| 141                  | ميكيل ريم (طريق)     | 7                    |
| 142                  | Gert Kivistik ‏       | 45                   |
| 143                  | Matěj Stránský ‏      | 92                   |
| 144                  | Tomáš Jakoubek ‏      | 17                   |
| 146                  | Michal Schuran ‏      | 101                  |

| Team Skyline ‏ TSL | Team Skyline ‏ TSL | Team Skyline ‏ TSL |
| ----------------- | ----------------- | ----------------- |
| م                 | عداء              | مرتبة             |
| 151               | Cian Keogh‏        | لم يكمل السباق    |
| 152               | Nick Kleban‏       | 40                |
| 153               | Joseph Lupien‏     | لم يكمل السباق    |
| 154               | Chaz Turmon‏       | لم يكمل السباق    |
| 155               | Stephen Pimentel‏  | لم يكمل السباق    |
| 156               | David Gabrick‏     | لم يكمل السباق    |

| تيم كووب ‏ TCR | تيم كووب ‏ TCR           | تيم كووب ‏ TCR |
| ------------- | ----------------------- | ------------- |
| م             | عداء                    | مرتبة         |
| 161           | Eirik Lunder ‏           | 27            |
| 162           | Håkon Aalrust ‏          | 58            |
| 163           | Amund Haakonsen‏         | 56            |
| 164           | Anton Stensby ‏          | 16            |
| 165           | Johan Ravnøy ‏           | 54            |
| 166           | Karsten Larsen Feldmann‏ | 81            |

| Kaunas Cycling Team ‏ KCC | Kaunas Cycling Team ‏ KCC | Kaunas Cycling Team ‏ KCC |
| ------------------------ | ------------------------ | ------------------------ |
| م                        | عداء                     | مرتبة                    |
| 171                      | Venantas Lašinis ‏ (طريق) | 30                       |
| 172                      | Mantas Balčiūnas‏         | لم يكمل السباق           |
| 173                      | Gustas Raugala ‏          | لم يكمل السباق           |
| 174                      | Deividas Valiūnas‏        | لم يكمل السباق           |
| 175                      | Martynas Tomkus‏          | لم يكمل السباق           |
| 176                      | Tadas Sereika‏            | لم يكمل السباق           |

| موتالا سيرنك أليبايك ‏ MSA | موتالا سيرنك أليبايك ‏ MSA | موتالا سيرنك أليبايك ‏ MSA |
| ------------------------- | ------------------------- | ------------------------- |
| م                         | عداء                      | مرتبة                     |
| 181                       | Eric Pedersen ‏            | 104                       |
| 182                       | Jonathan Ahlsson ‏         | 76                        |
| 183                       | Niklas Jagerstål‏          | 96                        |
| 184                       | Filip Mård ‏               | 94                        |
| 186                       | Acke Dahlblom ‏            | 38                        |

| CeramicSpeed Herning CK Elite ‏ ___ | CeramicSpeed Herning CK Elite ‏ ___ | CeramicSpeed Herning CK Elite ‏ ___ |
| ---------------------------------- | ---------------------------------- | ---------------------------------- |
| م                                  | عداء                               | مرتبة                              |
| 191                                | Jonas Nordal Jakobsen‏              | 52                                 |
| 192                                | Gustav Lorenzen‏                    | 102                                |
| 193                                | Malthe Sand Thomsen‏                | 70                                 |
| 194                                | Gustav Ferdinand Lau‏               | 90                                 |
| 195                                | Christian Gorm Albrechtsen‏         | 123                                |
| 196                                | Casper Kaysen‏                      | لم يكمل السباق                     |

| Aalborg-Sparekassen Danmark ‏ ___ | Aalborg-Sparekassen Danmark ‏ ___ | Aalborg-Sparekassen Danmark ‏ ___ |
| -------------------------------- | -------------------------------- | -------------------------------- |
| م                                | عداء                             | مرتبة                            |
| 201                              | Hugo Bruun van Deurs‏             | لم يكمل السباق                   |
| 202                              | Jacob Gye Madsen ‏                | 74                               |
| 203                              | Oscar Munk-Olsen ‏                | 10                               |
| 204                              | Kevin Biehl ‏                     | 37                               |
| 205                              | Alexandru Ionuț Antoniu ‏         | 64                               |
| 206                              | Jonas Sørensen‏                   | 100                              |

| JS.dk ‏ ___ | JS.dk ‏ ___             | JS.dk ‏ ___     |
| ---------- | ---------------------- | -------------- |
| م          | عداء                   | مرتبة          |
| 211        | Morten Gadgaard ‏       | لم يكمل السباق |
| 212        | Mads Bak Bjerregaard‏   | 124            |
| 213        | Ruben Zilas Larsen‏     | لم يكمل السباق |
| 214        | Nils Lau Nyborg Broge ‏ | 49             |
| 215        | Søren Vosgerau ‏        | 106            |
| 216        | Jeppe Andreasen‏        | لم يكمل السباق |

| CO:PLAY-Giant Store ‏ ___ | CO:PLAY-Giant Store ‏ ___ | CO:PLAY-Giant Store ‏ ___ |
| ------------------------ | ------------------------ | ------------------------ |
| م                        | عداء                     | مرتبة                    |
| 221                      | Daniel Lemvig Lond ‏      | 22                       |
| 222                      | Mikkel Øritsland ‏        | 18                       |
| 223                      | Poul Holten Andersen‏     | 66                       |
| 224                      | Mathias Matz ‏            | 91                       |
| 225                      | Tobias Kongstad ‏         | 110                      |
| 226                      | Pelle Køster ‏            | 36                       |

| Give Elementer ‏ ___ | Give Elementer ‏ ___ | Give Elementer ‏ ___ |
| ------------------- | ------------------- | ------------------- |
| م                   | عداء                | مرتبة               |
| 231                 | Martin Szokody ‏     | 108                 |
| 232                 | Emil Tønnesen‏       | 126                 |
| 233                 | Jacob Schebye ‏      | لم يكمل السباق      |
| 234                 | Magnus Bächler ‏     | لم يبدأ             |
| 235                 | Jacob Vestergaard‏   | 98                  |
| 236                 | Mathias Kirk‏        | 109                 |

| IBT-Tripeak ‏ ___ | IBT-Tripeak ‏ ___     | IBT-Tripeak ‏ ___ |
| ---------------- | -------------------- | ---------------- |
| م                | عداء                 | مرتبة            |
| 241              | Marckus Njor ‏        | 47               |
| 242              | Hjalmar Klyver ‏      | 32               |
| 243              | Wincent Wallinder‏    | 29               |
| 244              | Peter Asbjørn Hansen‏ | 111              |
| 245              | GBR                  | 72               |
| 246              | Frederik Hammer‏      | لم يبدأ          |

| Team Give Steel-2M Cycling Elite ‏ ___ | Team Give Steel-2M Cycling Elite ‏ ___ | Team Give Steel-2M Cycling Elite ‏ ___ |
| ------------------------------------- | ------------------------------------- | ------------------------------------- |
| م                                     | عداء                                  | مرتبة                                 |
| 251                                   | Kasper Jul Øhlenschlæger‏              | 95                                    |
| 252                                   | Tobias Aarup Levring‏                  | 62                                    |
| 253                                   | Lucas Pihl Gaihede‏                    | 125                                   |
| 254                                   | Oskar Rønn‏                            | 113                                   |
| 255                                   | Mikkel Weber Zeyn‏                     | لم يكمل السباق                        |
| 256                                   | Erik Christoffersen‏                   | لم يكمل السباق                        |

| WPGA Amsterdam Racing Academy‏ ___ | WPGA Amsterdam Racing Academy‏ ___ | WPGA Amsterdam Racing Academy‏ ___ |
| --------------------------------- | --------------------------------- | --------------------------------- |
| م                                 | عداء                              | مرتبة                             |
| 261                               | Pieter Dekker‏                     | 112                               |
| 262                               | Tom Jonkmans‏                      | لم يكمل السباق                    |
| 264                               | Igor Baars‏                        | 118                               |
| 265                               | Finn Roumen‏                       | لم يكمل السباق                    |
| 266                               | Sven Burger ‏                      | 61                                |

| Cykling Odense ‏ ___ | Cykling Odense ‏ ___    | Cykling Odense ‏ ___ |
| ------------------- | ---------------------- | ------------------- |
| م                   | عداء                   | مرتبة               |
| 271                 | Arne Birkemose ‏        | 63                  |
| 272                 | Karl-Erik Rosendahl‏    | 114                 |
| 273                 | Ian Millennium‏         | 31                  |
| 274                 | Thomas Hald‏            | 97                  |
| 275                 | Martin Hessner Nielsen‏ | لم يكمل السباق      |
| 276                 | Sebastian Juul‏         | 128                 |

| فريق الدنمارك لركوب الدراجات للرجال ‏ DEN | فريق الدنمارك لركوب الدراجات للرجال ‏ DEN | فريق الدنمارك لركوب الدراجات للرجال ‏ DEN |
| ---------------------------------------- | ---------------------------------------- | ---------------------------------------- |
| م                                        | عداء                                     | مرتبة                                    |
| 1                                        | مايكل فالغرين                            | 65                                       |
| 2                                        | Mathias Norsgaard ‏                       | 68                                       |
| 3                                        | Alexander Salby ‏                         | 3                                        |
| 4                                        | Johan Price-Pejtersen ‏                   | 87                                       |

| Leopard TOGT Pro Cycling ‏ LTP | Leopard TOGT Pro Cycling ‏ LTP | Leopard TOGT Pro Cycling ‏ LTP |
| ----------------------------- | ----------------------------- | ----------------------------- |
| م                             | عداء                          | مرتبة                         |
| 11                            | Tobias Hansen ‏                | 12                            |
| 12                            | Cédric Pries ‏                 | 24                            |
| 13                            | مادس أوسترغارد كريستنسن ‏      | 78                            |
| 14                            | Tom Paquet ‏                   | 115                           |
| 15                            | Robin Juel Skivild ‏           | 43                            |
| 16                            | Oliver Knudsen ‏               | 50                            |

| كولوكويك للدراجات ‏ TCQ | كولوكويك للدراجات ‏ TCQ   | كولوكويك للدراجات ‏ TCQ |
| ---------------------- | ------------------------ | ---------------------- |
| م                      | عداء                     | مرتبة                  |
| 21                     | Sebastian Nielsen ‏       | 51                     |
| 22                     | Simon Bak ‏               | 25                     |
| 23                     | نيكلاس بيديرسين ‏         | 2                      |
| 24                     | Magnus Lorents Nielsen ‏  | 88                     |
| 25                     | Frederik Bjørn Sørensen ‏ | 86                     |
| 26                     | Joshua Gudnitz ‏          | 4                      |

| ريستورانت سوري كارل راس ‏ GSH | ريستورانت سوري كارل راس ‏ GSH | ريستورانت سوري كارل راس ‏ GSH |
| ---------------------------- | ---------------------------- | ---------------------------- |
| م                            | عداء                         | مرتبة                        |
| 31                           | Jakob Egholm ‏                | 26                           |
| 32                           | Rasmus Bøgh Wallin ‏          | 42                           |
| 33                           | Daniel Stampe ‏               | 48                           |
| 34                           | ماثياس لارسن ‏                | 11                           |
| 35                           | Oscar Bluhm ‏                 | 103                          |
| 36                           | Martin Pedersen ‏             | 120                          |

| بي إتش إس - بل بيتون بورنهولم ‏ BPC | بي إتش إس - بل بيتون بورنهولم ‏ BPC | بي إتش إس - بل بيتون بورنهولم ‏ BPC |
| ---------------------------------- | ---------------------------------- | ---------------------------------- |
| م                                  | عداء                               | مرتبة                              |
| 41                                 | Adam Holm Jørgensen ‏               | لم يكمل السباق                     |
| 42                                 | Mads-Emil Dupont Hougaard ‏         | 59                                 |
| 43                                 | Oskar Winkler ‏                     | لم يكمل السباق                     |
| 44                                 | Frederik Irgens Jensen ‏            | 9                                  |
| 45                                 | Boas Lysgaard ‏                     | 35                                 |
| 46                                 | Nicklas Lilleskov Falk Rasmussen ‏  | 55                                 |

| فريق تطوير أونو إكس دير ‏ UDT | فريق تطوير أونو إكس دير ‏ UDT | فريق تطوير أونو إكس دير ‏ UDT |
| ---------------------------- | ---------------------------- | ---------------------------- |
| م                            | عداء                         | مرتبة                        |
| 51                           | Simon Dalby (cyclist) ‏       | 67                           |
| 52                           | Carl-Frederik Bévort ‏        | 1                            |
| 53                           | Alfred Grenaae ‏              | 33                           |
| 54                           | Sebastian Kirkedam Larsen ‏   | لم يبدأ                      |
| 55                           | Daniel Årnes ‏                | 44                           |
| 56                           | لاسي نورمان هانسن            | 20                           |

| Mazowsze Serce Polski ‏ MSP | Mazowsze Serce Polski ‏ MSP | Mazowsze Serce Polski ‏ MSP |
| -------------------------- | -------------------------- | -------------------------- |
| م                          | عداء                       | مرتبة                      |
| 61                         | Jeppe Aaskov Pallesen ‏     | 69                         |
| 62                         | Adrian Banaszek ‏           | 13                         |
| 63                         | Norbert Banaszek ‏ (طريق)   | 71                         |
| 64                         | ياكوب كازماريك             | 15                         |
| 65                         | Tobiasz Pawlak ‏            | 79                         |
| 66                         | Adam Stachowiak (cyclist) ‏ | 80                         |

| Scorpions Racing Team ‏ SRT | Scorpions Racing Team ‏ SRT | Scorpions Racing Team ‏ SRT |
| -------------------------- | -------------------------- | -------------------------- |
| م                          | عداء                       | مرتبة                      |
| 71                         | Marvin Peters‏              | 105                        |
| 72                         | Niek Voogt ‏                | 23                         |
| 73                         | Jasper Huitema‏             | 53                         |
| 74                         | Hugo Kars‏                  | 77                         |
| 76                         | Quint van der Leeuw‏        | 117                        |

| Unibet Tietema Rockets ‏ TDT | Unibet Tietema Rockets ‏ TDT | Unibet Tietema Rockets ‏ TDT |
| --------------------------- | --------------------------- | --------------------------- |
| م                           | عداء                        | مرتبة                       |
| 81                          | Abram Stockman ‏             | 84                          |
| 82                          | Davide Bomboi ‏              | 82                          |
| 83                          | Joren Bloem ‏                | 14                          |
| 84                          | Hartthijs de Vries ‏         | 83                          |
| 85                          | Yentl Vandevelde ‏           | 41                          |
| 86                          | Martijn Budding ‏            | 6                           |

| مالوجا بوشبيكرز ‏ PBS | مالوجا بوشبيكرز ‏ PBS | مالوجا بوشبيكرز ‏ PBS |
| -------------------- | -------------------- | -------------------- |
| م                    | عداء                 | مرتبة                |
| 91                   | ماتياس مالمبيرغ ‏     | 8                    |
| 92                   | Felix James Meo‏      | لم يكمل السباق       |
| 93                   | Liam Bertazzo ‏       | لم يكمل السباق       |
| 94                   | Fabian Steininger ‏   | 127                  |
| 95                   | Philip Weber ‏        | لم يكمل السباق       |
| 96                   | فيليبو فورتين        | 5                    |

| إكس-سبيد يونايتد ‏ XSU | إكس-سبيد يونايتد ‏ XSU | إكس-سبيد يونايتد ‏ XSU |
| --------------------- | --------------------- | --------------------- |
| م                     | عداء                  | مرتبة                 |
| 101                   | Mark Groeneveld ‏      | 130                   |
| 102                   | Brett Stoppa‏          | 129                   |
| 103                   | Kristian Klevgård ‏    | 60                    |
| 104                   | Matthew King‏          | لم يكمل السباق        |
| 105                   | Daniel Koszela ‏       | 46                    |
| 106                   | James Somerfield‏      | لم يكمل السباق        |

| ARA Skip Capital ‏ ARA | ARA Skip Capital ‏ ARA      | ARA Skip Capital ‏ ARA |
| --------------------- | -------------------------- | --------------------- |
| م                     | عداء                       | مرتبة                 |
| 111                   | Tyler Tomkinson‏            | 107                   |
| 112                   | Declan Trezise ‏            | لم يكمل السباق        |
| 113                   | Oliver Bleddyn ‏            | 73                    |
| 114                   | Brady Gilmore ‏             | 89                    |
| 115                   | Hamish McKenzie (cyclist) ‏ | 21                    |
| 116                   | Blake Agnoletto ‏           | 34                    |

| دوكلا بانسكا بيستريتسا ‏ DKB | دوكلا بانسكا بيستريتسا ‏ DKB | دوكلا بانسكا بيستريتسا ‏ DKB |
| --------------------------- | --------------------------- | --------------------------- |
| م                           | عداء                        | مرتبة                       |
| 121                         | Lukáš Kubiš ‏                | 39                          |
| 122                         | Jakub Galovič‏               | 93                          |
| 123                         | Pavol Rovder‏                | 57                          |
| 124                         | Simon Nagy ‏                 | 99                          |
| 125                         | Dávid Kaško ‏                | 119                         |
| 126                         | Denis Hoza‏                  | 116                         |

| فولكر ويسيلز سيلينج تيم ‏ VWE | فولكر ويسيلز سيلينج تيم ‏ VWE | فولكر ويسيلز سيلينج تيم ‏ VWE |
| ---------------------------- | ---------------------------- | ---------------------------- |
| م                            | عداء                         | مرتبة                        |
| 131                          | Jord Baak‏                    | 28                           |
| 132                          | Tijmen Eising ‏               | 75                           |
| 133                          | Max Kroonen ‏                 | 85                           |
| 134                          | Nick van der Meer ‏           | 121                          |
| 135                          | Daan van Sintmaartensdijk ‏   | 18                           |
| 136                          | Coen Vermeltfoort ‏           | 122                          |

| توبفوركس لابيير ‏ ATT | توبفوركس لابيير ‏ ATT | توبفوركس لابيير ‏ ATT |
| -------------------- | -------------------- | -------------------- |
| م                    | عداء                 | مرتبة                |
| 141                  | ميكيل ريم (طريق)     | 7                    |
| 142                  | Gert Kivistik ‏       | 45                   |
| 143                  | Matěj Stránský ‏      | 92                   |
| 144                  | Tomáš Jakoubek ‏      | 17                   |
| 146                  | Michal Schuran ‏      | 101                  |

| Team Skyline ‏ TSL | Team Skyline ‏ TSL | Team Skyline ‏ TSL |
| ----------------- | ----------------- | ----------------- |
| م                 | عداء              | مرتبة             |
| 151               | Cian Keogh‏        | لم يكمل السباق    |
| 152               | Nick Kleban‏       | 40                |
| 153               | Joseph Lupien‏     | لم يكمل السباق    |
| 154               | Chaz Turmon‏       | لم يكمل السباق    |
| 155               | Stephen Pimentel‏  | لم يكمل السباق    |
| 156               | David Gabrick‏     | لم يكمل السباق    |

| تيم كووب ‏ TCR | تيم كووب ‏ TCR           | تيم كووب ‏ TCR |
| ------------- | ----------------------- | ------------- |
| م             | عداء                    | مرتبة         |
| 161           | Eirik Lunder ‏           | 27            |
| 162           | Håkon Aalrust ‏          | 58            |
| 163           | Amund Haakonsen‏         | 56            |
| 164           | Anton Stensby ‏          | 16            |
| 165           | Johan Ravnøy ‏           | 54            |
| 166           | Karsten Larsen Feldmann‏ | 81            |

| Kaunas Cycling Team ‏ KCC | Kaunas Cycling Team ‏ KCC | Kaunas Cycling Team ‏ KCC |
| ------------------------ | ------------------------ | ------------------------ |
| م                        | عداء                     | مرتبة                    |
| 171                      | Venantas Lašinis ‏ (طريق) | 30                       |
| 172                      | Mantas Balčiūnas‏         | لم يكمل السباق           |
| 173                      | Gustas Raugala ‏          | لم يكمل السباق           |
| 174                      | Deividas Valiūnas‏        | لم يكمل السباق           |
| 175                      | Martynas Tomkus‏          | لم يكمل السباق           |
| 176                      | Tadas Sereika‏            | لم يكمل السباق           |

| موتالا سيرنك أليبايك ‏ MSA | موتالا سيرنك أليبايك ‏ MSA | موتالا سيرنك أليبايك ‏ MSA |
| ------------------------- | ------------------------- | ------------------------- |
| م                         | عداء                      | مرتبة                     |
| 181                       | Eric Pedersen ‏            | 104                       |
| 182                       | Jonathan Ahlsson ‏         | 76                        |
| 183                       | Niklas Jagerstål‏          | 96                        |
| 184                       | Filip Mård ‏               | 94                        |
| 186                       | Acke Dahlblom ‏            | 38                        |

| CeramicSpeed Herning CK Elite ‏ ___ | CeramicSpeed Herning CK Elite ‏ ___ | CeramicSpeed Herning CK Elite ‏ ___ |
| ---------------------------------- | ---------------------------------- | ---------------------------------- |
| م                                  | عداء                               | مرتبة                              |
| 191                                | Jonas Nordal Jakobsen‏              | 52                                 |
| 192                                | Gustav Lorenzen‏                    | 102                                |
| 193                                | Malthe Sand Thomsen‏                | 70                                 |
| 194                                | Gustav Ferdinand Lau‏               | 90                                 |
| 195                                | Christian Gorm Albrechtsen‏         | 123                                |
| 196                                | Casper Kaysen‏                      | لم يكمل السباق                     |

| Aalborg-Sparekassen Danmark ‏ ___ | Aalborg-Sparekassen Danmark ‏ ___ | Aalborg-Sparekassen Danmark ‏ ___ |
| -------------------------------- | -------------------------------- | -------------------------------- |
| م                                | عداء                             | مرتبة                            |
| 201                              | Hugo Bruun van Deurs‏             | لم يكمل السباق                   |
| 202                              | Jacob Gye Madsen ‏                | 74                               |
| 203                              | Oscar Munk-Olsen ‏                | 10                               |
| 204                              | Kevin Biehl ‏                     | 37                               |
| 205                              | Alexandru Ionuț Antoniu ‏         | 64                               |
| 206                              | Jonas Sørensen‏                   | 100                              |

| JS.dk ‏ ___ | JS.dk ‏ ___             | JS.dk ‏ ___     |
| ---------- | ---------------------- | -------------- |
| م          | عداء                   | مرتبة          |
| 211        | Morten Gadgaard ‏       | لم يكمل السباق |
| 212        | Mads Bak Bjerregaard‏   | 124            |
| 213        | Ruben Zilas Larsen‏     | لم يكمل السباق |
| 214        | Nils Lau Nyborg Broge ‏ | 49             |
| 215        | Søren Vosgerau ‏        | 106            |
| 216        | Jeppe Andreasen‏        | لم يكمل السباق |

| CO:PLAY-Giant Store ‏ ___ | CO:PLAY-Giant Store ‏ ___ | CO:PLAY-Giant Store ‏ ___ |
| ------------------------ | ------------------------ | ------------------------ |
| م                        | عداء                     | مرتبة                    |
| 221                      | Daniel Lemvig Lond ‏      | 22                       |
| 222                      | Mikkel Øritsland ‏        | 18                       |
| 223                      | Poul Holten Andersen‏     | 66                       |
| 224                      | Mathias Matz ‏            | 91                       |
| 225                      | Tobias Kongstad ‏         | 110                      |
| 226                      | Pelle Køster ‏            | 36                       |

| Give Elementer ‏ ___ | Give Elementer ‏ ___ | Give Elementer ‏ ___ |
| ------------------- | ------------------- | ------------------- |
| م                   | عداء                | مرتبة               |
| 231                 | Martin Szokody ‏     | 108                 |
| 232                 | Emil Tønnesen‏       | 126                 |
| 233                 | Jacob Schebye ‏      | لم يكمل السباق      |
| 234                 | Magnus Bächler ‏     | لم يبدأ             |
| 235                 | Jacob Vestergaard‏   | 98                  |
| 236                 | Mathias Kirk‏        | 109                 |

| IBT-Tripeak ‏ ___ | IBT-Tripeak ‏ ___     | IBT-Tripeak ‏ ___ |
| ---------------- | -------------------- | ---------------- |
| م                | عداء                 | مرتبة            |
| 241              | Marckus Njor ‏        | 47               |
| 242              | Hjalmar Klyver ‏      | 32               |
| 243              | Wincent Wallinder‏    | 29               |
| 244              | Peter Asbjørn Hansen‏ | 111              |
| 245              | GBR                  | 72               |
| 246              | Frederik Hammer‏      | لم يبدأ          |

| Team Give Steel-2M Cycling Elite ‏ ___ | Team Give Steel-2M Cycling Elite ‏ ___ | Team Give Steel-2M Cycling Elite ‏ ___ |
| ------------------------------------- | ------------------------------------- | ------------------------------------- |
| م                                     | عداء                                  | مرتبة                                 |
| 251                                   | Kasper Jul Øhlenschlæger‏              | 95                                    |
| 252                                   | Tobias Aarup Levring‏                  | 62                                    |
| 253                                   | Lucas Pihl Gaihede‏                    | 125                                   |
| 254                                   | Oskar Rønn‏                            | 113                                   |
| 255                                   | Mikkel Weber Zeyn‏                     | لم يكمل السباق                        |
| 256                                   | Erik Christoffersen‏                   | لم يكمل السباق                        |

| WPGA Amsterdam Racing Academy‏ ___ | WPGA Amsterdam Racing Academy‏ ___ | WPGA Amsterdam Racing Academy‏ ___ |
| --------------------------------- | --------------------------------- | --------------------------------- |
| م                                 | عداء                              | مرتبة                             |
| 261                               | Pieter Dekker‏                     | 112                               |
| 262                               | Tom Jonkmans‏                      | لم يكمل السباق                    |
| 264                               | Igor Baars‏                        | 118                               |
| 265                               | Finn Roumen‏                       | لم يكمل السباق                    |
| 266                               | Sven Burger ‏                      | 61                                |

| Cykling Odense ‏ ___ | Cykling Odense ‏ ___    | Cykling Odense ‏ ___ |
| ------------------- | ---------------------- | ------------------- |
| م                   | عداء                   | مرتبة               |
| 271                 | Arne Birkemose ‏        | 63                  |
| 272                 | Karl-Erik Rosendahl‏    | 114                 |
| 273                 | Ian Millennium‏         | 31                  |
| 274                 | Thomas Hald‏            | 97                  |
| 275                 | Martin Hessner Nielsen‏ | لم يكمل السباق      |
| 276                 | Sebastian Juul‏         | 128                 |

## التصنيف العام النهائي
| التصنيف العام         | التصنيف العام           | التصنيف العام                        | التصنيف العام | التصنيف العام |
| العداء                | العداء                  | الفريق                               | الوقت         |               |
| --------------------- | ----------------------- | ------------------------------------ | ------------- | ------------- |
| 1                     | Carl-Frederik Bévort ‏   | فريق تطوير أونو إكس دير ‏             | 4 س 17 د 48 ث |               |
| 2                     | نيكلاس بيديرسين ‏        | كولوكويك للدراجات ‏                   | + 1 ث         |               |
| 3                     | Alexander Salby ‏        | فريق الدنمارك لركوب الدراجات للرجال ‏ | + 2 ث         |               |
| 4                     | Joshua Gudnitz ‏         | كولوكويك للدراجات ‏                   | + 2 ث         |               |
| 5                     | فيليبو فورتين           | مالوجا بوشبيكرز ‏                     | + 3 ث         |               |
| 6                     | Martijn Budding ‏        | Unibet Tietema Rockets ‏              | + 3 ث         |               |
| 7                     | ميكيل ريم               | توبفوركس لابيير ‏                     | + 3 ث         |               |
| 8                     | ماتياس مالمبيرغ ‏        | مالوجا بوشبيكرز ‏                     | + 3 ث         |               |
| 9                     | Frederik Irgens Jensen ‏ | بي إتش إس - بل بيتون بورنهولم ‏       | + 3 ث         |               |
| 10                    | Oscar Munk-Olsen ‏       | Aalborg-Sparekassen Danmark ‏         | + 3 ث         |               |
| 11                    | ماثياس لارسن ‏           | ريستورانت سوري كارل راس ‏             | + 4 ث         |               |
| 12                    | Tobias Hansen ‏          | Leopard TOGT Pro Cycling ‏            | + 4 ث         |               |
| 13                    | Adrian Banaszek ‏        | Mazowsze Serce Polski ‏               | + 4 ث         |               |
| 14                    | Joren Bloem ‏            | Unibet Tietema Rockets ‏              | + 4 ث         |               |
| 15                    | ياكوب كازماريك          | Mazowsze Serce Polski ‏               | + 4 ث         |               |
|                       |                         |                                      |               |               |
| مصدر: ProCyclingStats |                         |                                      |               |               |

## وصلات خارجية
- الموقع الرسمي
- لمحة عن سباق طواف فين 2023 على موقع  ProCyclingStats   (برو  سايكلنج  ستاتس) - إحصاءات  محترفي  الدراجات.
- طواف فين 2023 على موقع إحصائيات الدراجات الإحترافية (الإنجليزية)